# كوني ميتشيل
كوني ميتشيل (بالإنجليزية: Connie Mitchell)‏ هي مغنية أسترالية، ولدت في 1977 في جنوب أفريقيا.

## وصلات خارجية
- الموقع الرسمي
- كوني ميتشيل على موقع IMDb (الإنجليزية)
- كوني ميتشيل على موقع ميوزك برينز (الإنجليزية)
- كوني ميتشيل على موقع ديسكوغز (الإنجليزية)